# 시규어 로스
시귀르 로스(Sigur Rós, [ˈsɪːɣʏr ˈrouːs])는 아이슬란드의 록 밴드이다. 시규어 로스는 영어 발음으로 표기한 것이다. 이름은 같은날 태어난 욘 소르 비르기손 여동생의 (Sigurrós, '승리의 장미')에서 유래하였다.

## 구성원
'“”'는 멤버의 별명이다.
- 욘 쏘우르 비르기쏜(Jón Þór “Jónsi” Birgisson) - 보컬, 기타, 활 기타, 전자 키보드, 하모니카, 밴조
- 게오르그 홀름(Georg “Goggi” Hólm) - 베이스 기타, 글로켄슈필
- 캬르탄 스베인손(Kjartan “Kjarri” Sveinsson) - 전자 키보드, 피아노, 오르간, 기타, 플룻, 틴 휘슬, 오보에, 밴조 (1998-2013)
- 오리 파우들 디라손(Orri Páll Dýrason) - 드럼, 전자 키보드

## 타 가수의 극찬
영국 록 밴드 라디오헤드의 보컬 톰 요크는 이 밴드를 "라디오헤드에 많은 영향을 준 밴드"라고 소개했으며, 같은 아이슬란드 출신의 여성 일렉트로니카 가수 비요크는 "이 밴드를 주신 것에 대해 신께 감사한다"라고 극찬을 하였다.

## 희망어
시규어 로스의 가사는 아이슬란드어, 영어 (〈All Alright〉), 그리고 보컬 욘 소르 비르기손이 만든 언어인 희망어를 사용한다. 희망어는 주로 아이슬란드어로 Vonlenska 또는 이를 영어로 해석한 Hopelandic으로 불린다. 희망어는 일정한 문법이나 뜻을 가진 단어로 구성된 언어라기 보단 그냥 음악에 맞게 뜻 없는 음절들을 배열한 것이다. :)

### 희망어가 사용된 곡들
- Von :
  - "Von"

- Ágætis byrjun :
  - "Olsen Olsen"
  - "Ágætis byrjun" (끝 부분)

- ( ) :
  - “( )” 앨범에서는 모든 곡이 희망어로만 구성되어 있다.

- Takk... :
  - "Hoppípolla" (아이슬란드어 부분 "En ég stend alltaf upp" 다음 부터)
  - "Sé lest"
  - "Sæglópur" (시작 부분과 끝 부분에 아이슬란드어와 함께)
  - "Mílanó"
  - "Gong"
  - "Andvari"

- Hvarf-Heim 중 Hvarf :
  - "Salka"
  - "Hljómalind"
  - "Í Gær"
  - "Von"
  - "Hafsól" (중간과 끝 부분)

- Hvarf-Heim 중 Heim :
  - "Vaka"
  - "Ágætis byrjun" (끝 부분)
  - "Von"

- Með suð í eyrum við spilum endalaust :
  - "Festival"
  - "Ára bátur" (아이슬란드어 부분 "Ég fór, þú fórst" 다음부터 + 후반부 전체)
  - "Fljótavik" (끝 부분)
  - "All Alright" (끝 부분에 한 줄)

- 기타 :
  - "Fönklagið"
  - "Gítardjamm"
  - "Nýja Lagið"
  - "Heima" [DVD Version]

## 디스코그라피

### 정규 앨범
- 『Von』(희망, 1997)
- 『Ágætis Byrjun』(좋은 시작, 1999) 메이저 첫 앨범
- 『()』(2002.10.29)
- 『Takk...』(고마워요, 2005.09.13)
- 『Með Suð Í Eyrum Við Spilum Endalaust』(귓가에 남은 잔향 속에서 우리는 끝없이 연주한다, 2008.06.24)
- 『Valtari』(증기롤러, 2012.05.31)
- 『Kveikur』(빛나다, 2013.06.17)
- 『Átta』 (2023)

### Compilation 앨범
- 『We Play Endlessly』 (우리는 끊임없이 연주한다, 2009)

### Remix 앨범
- 『Von Brigði』(희망 절망, 1998)『Von』의 리믹스 앨범

### EP 앨범
- 『Steindór Andersen／Rímur』(2001)
- 『Ba Ba Ti Ki Di Do』(2004.03.23)
- 『Hvarf／Heim』(사라진 도시, 2007) 미발표 곡 및 어쿠스틱 녹음 모음집

### LP Box
- 『In A Frozen Sea』

### DVD
- 『Heima』(고향, 2007)

### OST Project
- 『Angels Of The Universe (With Hilmar Örn Hilmarsson)』(2000)
- 『Hlemmur』(2002)

.

### Single 앨범
- 『Svefn-G-Englar』(1999.10)
- 『Ný Batterí』(2000)
- 『Untitled #1 (Vaka)』(2003.05.13)
- 『Glósóli』(2005)
- 『Hoppípolla』(2005.11.28)
- 『Sæglópur』(2006.07.11)
- 『Hljómalind』(2007)
- 『Inní Mér Syngur Vitleysingur』(2008.09.08)